# Undtagelsen (film)
Undtagelsen er en dansk film fra 2020 og den blev instrueret af Jesper W. Nielsen.
Den er en filmtisering af Christian Jungersens roman Undtagelsen.

## Medvirkende
- Sidse Babett Knudsen som Anne-Lise
- Danica Curcic som Iben
- Amanda Collin som Malene
- Lene Maria Christensen som Camilla
- Magnus Krepper som Gunnar
- Sergej Trifunovic som Dragan Jelisic
- Simon Sears som Rasmus
- Johanne Louise Schmidt som Tess
- Olaf Heine Johannessen som Poul
- Julie Carlsen som Nina
- Virgil Katring-Rasmussen som Nikolaj
- Mikkel Becker Hilgart som Daniel
- Filippa Suenson som Gritt
- Borut Veselko som Mirko Zigic
- Morten Hauch-Fausbøll som Henrik
- Likho Mango som Omoro